# Фролово (Кораблинский район)
Фролово — населённый пункт в составе Пехлецкого сельского поселения Кораблинского района Рязанской области.

## Географическое положение
Фролово находится в восточной части Кораблинского района, в 7 км к северо-востоку от райцентра.
Ближайшие населённые пункты:
- село Неретино — к северо-востоку по асфальтированной дороге;
- село Пехлец — примыкает к Фролову с юга.

К востоку от деревни протекает река Ранова.

## Население
| 2010 |
| ---- |
| 141  |

## Хозяйство
Действует молочно-товарная ферма СПК имени Чкалова.

## Инфраструктура
Дорожная сеть
К востоку от деревни проходит автотрасса регионального значения Р-126 Рязань — Ряжск, от которой отходит асфальтированное ответвление.

## Известные уроженцы
- митрополит Никодим (в миру — Борис Георгиевич Ротов) (1929—1978)